# Batalla de Mazalquivir
El ataque a Mers-el-Kébir (Batalla de Mazalquivir) del 3 de julio de 1940, durante la Segunda Guerra Mundial, fue un ataque naval británico contra buques de la Armada francesa en la base naval de Mers El Kébir (en español: Mazalquivir), cerca de Orán, en la costa de la Argelia francesa. El ataque fue la parte principal de la Operación Catapulta, un plan británico para neutralizar o destruir buques franceses para evitar que cayeran en manos alemanas después de la derrota aliada en la Batalla de Francia. El ataque británico a la base mató a 1297 militares franceses, hundió un acorazado (el Bretagne), hundió un destructor (el Mogador) y dañó otros cinco barcos (como los acorazados Provence o Dunkerque), por una pérdida británica de cinco aviones derribados y dos tripulantes muertos. Cinco de los seis destructores franceses lograron escapar escoltando al acorazado Strasbourg. El portahidroaviones Commandant Teste salió incólume del ataque. El ataque por aire y mar fue llevado a cabo por la Marina Real británica, después de que Francia firmara armisticios con la Alemania nazi e Italia fascista, que entraron en vigor el 25 de junio.
De particular importancia para los británicos fueron los tres acorazados de la clase Bretagne y los cuatro acorazados rápidos de las clases Richelieu y Dunkerque, la segunda mayor fuerza de buques de guerra de Europa después de la Marina Real británica. El Gabinete de Guerra británico temía que los buques cayeran en manos del Eje. El almirante François Darlan, comandante de la Armada francesa, aseguró a los británicos, incluso después de los armisticios franceses con Alemania e Italia, que la flota permanecería bajo control francés. Winston Churchill y el Gabinete de Guerra consideraron que el riesgo era demasiado grande. Darlan rechazó repetidamente las solicitudes británicas de poner la flota bajo custodia británica o trasladarla a las Indias Occidentales Francesas, fuera del alcance alemán.
El ataque británico fue condenado en Francia como un ataque a una nación neutral, y el resentimiento se prolongó durante años por lo que se consideró una traición por parte de un antiguo aliado. Los franceses consideraron que sus garantías eran honorables y deberían haber sido suficientes. El mariscal Philippe Pétain, nombrado primer ministro de la Francia ocupada el 16 de junio, rompió relaciones diplomáticas con el Reino Unido el 8 de julio.
La aviación francesa respondió bombardeando Gibraltar y los buques franceses intercambiaron disparos varias veces con los británicos, antes de que se observara una tregua tácita en el Mediterráneo occidental. El 27 de noviembre de 1942, tras el inicio de la Operación Torch, la invasión aliada del norte de África francés, la Armada francesa frustró la Operación Anton, una operación alemana e italiana para capturar sus buques en Tolón, hundiéndolos. En 1997, Martin Thomas escribió que el ataque británico en Mers-el-Kébir sigue siendo controvertido, pero que otros historiadores han escrito que demostró al mundo que Gran Bretaña seguiría luchando.

## Antecedentes

### Armisticio franco-alemán y reacción británica
El 22 de junio de 1940, el nuevo Gobierno francés del mariscal Philippe Pétain había dado la guerra por perdida y había firmado el armisticio con Alemania. El acuerdo infringía el pacto anglo-francés del 28 de marzo, que impedía la firma de una paz separada con el enemigo. Al día siguiente, el embajador británico abandonó la capital provisional francesa, Burdeos. El grueso de la flota francesa del Mediterráneo se concentró el 23 en el puerto militar de Mazalquivir, en el golfo de Orán.
En ese momento, la Royal Navy desplazó al Mediterráneo la Fuerza H desde Gibraltar, al mando del vicealmirante Somerville, compuesta por un portaaviones (el Ark Royal), dos acorazados, un crucero de batalla, dos cruceros ligeros y once destructores. Por su parte, la flota francesa en el golfo de Orán, al mando del vicealmirante Gensoul —comandante en jefe de la flota atlántica francesa—, disponía de dos cruceros de batalla (Dunkerque y Strasbourg), dos acorazados (Bretagne y Provence), seis superdestructores, siete destructores menores, un portahidroaviones (el Commandant Teste), cuatro submarinos y diversos barcos menores. El Dunkerque y el Strasbourg se contaban entre los más importantes barcos de la Marina gala.

### Destino de la Armada francesa

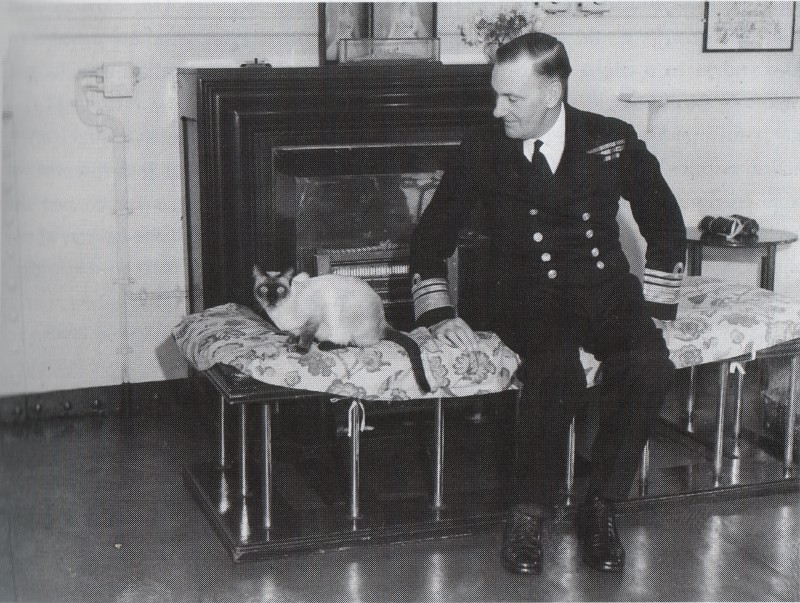
El vicealmirante James Somerville, comandante de la operación contra la flota francesa anclada en Mazalquivir.

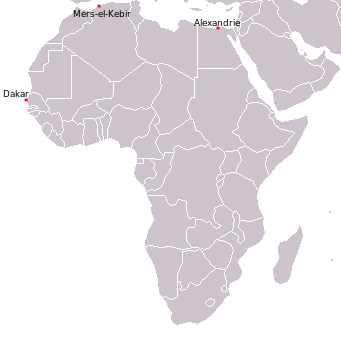
Bases navales francesas en África, junio de 1940.

Antes de la firma del armisticio, Winston Churchill, el primer ministro británico, había hecho saber al Gobierno francés que aceptaba una paz unilateral por parte francesa, pero solo con la condición de que los buques de la Marina francesa se dirigiesen a puertos británicos. Los franceses, sin embargo, no se habían mostrado dispuestos a entregar sus barcos a los británicos, en parte convencidos de que tal acción frustraría cualquier intento de negociar con Alemania. Días más tarde, el 16 de junio, antes de recibir respuesta oficial a su petición anterior, Churchill había propuesto a Francia la posibilidad de unir ambos países para evitar una paz separada, pero los franceses no habían tomado en consideración la oferta. Por su parte, los Gobiernos alemán e italiano deseaban una rendición incondicional de la flota francesa. Las cláusulas del armisticio especificaban que los buques franceses serían desarmados en su puerto de matrícula bajo control alemán e italiano y que dichos buques franceses no podrían pasar al servicio de las potencias del Eje.
A pesar de estas cláusulas, los británicos temían que la Armada francesa se utilizase en su contra, ya que disponía del potencial suficiente —era la cuarta del mundo, tras la británica, estadounidense y japonesa— para inclinar la balanza del poder naval en el océano Atlántico en contra de la Royal Navy si se unía a las flotas del Eje. Las declaraciones de distintos dirigentes franceses —incluido el propio De Gaulle— de que Francia nunca entregaría su flota al Eje no convencieron a los británicos, que creían que la Marina francesa no podría evitar la toma por la fuerza de sus barcos. Ya el uso de los puertos franceses había permitido a los alemanes hundir una cantidad mucho mayor de barcos mercantes en junio y el uso de la Marina de guerra francesa podía significar el estrangulamiento de las líneas de abastecimiento británicas. Incluso antes de la firma del armisticio, el 7 de junio, el primer Lord del Almirantazgo, el almirante Dudley Pound, había sugerido ya que la Armada francesa debía hundirse, preferiblemente por los propios franceses. Los intentos de que Darlan entregase la flota o la hundiese fracasaron.
El 27 de junio, Churchill tomó la decisión de dejar a la flota francesa en una situación en la que no pudiese causar daño a los intereses militares británicos y ordenó realizar la operación llamada «operación Catapulta»: si los buques franceses no aceptaban marchar a puertos británicos antes del 3 de julio, serían destruidos. El Gobierno británico ignoraba que las instalaciones portuarias del Atlántico y del canal de la Mancha ya han sido saboteadas por los marinos franceses antes de que llegaran los soldados alemanes y que el almirante de la Armada francesa, Darlan, había dado orden a su Estado Mayor de inutilizar sus barcos si los alemanes intentaban apoderarse de ellos —como sucedió en efecto en 1942—.
Los almirantes británicos se mostraron reacios a acatar la decisión de Churchill. Los mandos navales del Mediterráneo expresaron sus dudas sobre las consecuencias de atacar a las escuadras francesas en la zona —además de la flota anclada en Mazalquivir, los franceses contaban con otro grupo naval en Alejandría—. Sin embargo, el gabinete finalmente desechó las alternativas más moderadas presentadas por los almirantes británicos.
Por su parte, el Almirantazgo francés había comunicado a Gensoul las cláusulas del armisticio franco-alemán el 26 de junio, poco después de que este rechazase los intentos británicos de continuar combatiendo e indicase a los representantes de la Marina británica su intención se seguir fiel al Gobierno francés encabezado por el mariscal Pétain.

## Conversaciones anglo-francesas

### Llegada de la flota británica a Mazalquivir
El vicealmirante James Somerville recibió, pues, la orden de aparejar para neutralizar la flota francesa fondeada en Mazalquivir la noche del 1 de julio. Al tiempo que la escuadra de Somerville navegaba hacia Orán y como parte de la Operación Catapulta, los británicos tomaron diversos buques franceses refugiados en puertos británicos y canadienses, sin encontrar apenas resistencia salvo algunos casos de sabotaje.
Llegado ante la base naval al alba del 3 de julio, poco antes de las seis de la mañana, el capitán Cedric Holland del Ark Royal a bordo del destructor HMS Foxfound —antiguo agregado militar británico en París— debía representar a Somerville ante Gensoul. El Foxfound llegó a Mazalquivir varias horas antes que el resto de su agrupación. La llegada de la escuadra británica pasadas las nueve de la mañana cogió a los franceses por sorpresa: privados del uso de la observación aérea por el armisticio, no detectaron su presencia hasta que alcanzó la costa africana.

### Presentación del ultimátum británico
Gensoul se negó a tratar con Holland al que consideraba un oficial de rango excesivamente bajo que había anunciado públicamente su misión antes de tratar con él en mal francés a través de señales y mandó en su lugar a un teniente, antiguo amigo de este. La decisión de Holland de mantener al Foxfound fuera de la red antisubmarina del puerto a pesar de la oferta francesa de permitirle atracar en el puerto era una precaución natural que, no obstante, ralentizó las negociaciones con los oficiales franceses.
A su regreso al Dunkerque poco antes de las nueve de la mañana, el enviado francés explicó que Holland portaba un sobre que solo podía entregar a Gensoul. Enviado de nuevo al Foxfound, el delegado francés logró que los británicos le entregasen el sobre sellado, que contenía un ultimátum cuyo plazo acababa seis horas más tarde, y establecía las siguientes alternativas para la flota anclada en Mazalquivir:
- Unirse a la flota británica y a las unidades de la «Francia libre»;[1][37][28][38][39][22][nota 4]
- zarpar bajo supervisión[38] británica a las[36] Antillas[37] francesas o a los Estados Unidos para desarmarse;[1][41][13][42]
- hundir los buques;[1][37][41][38][39][42]
- repatriar a las tripulaciones una vez desarmados los barcos[37][28][36][39][42]
- o bien someterse al ataque de la escuadra británica.[1][43][38][36][39][42]

Los mandos navales de la escuadra británica eran reacios a atacar a los que hasta hacía poco habían sido sus aliados, a pesar de la presión de Londres. La segunda opción hubiese dejado la flota aún en manos de Vichy, ya que el gobernador de Martinica se había sometido a Pétain, y en condiciones de ser fácilmente rearmada. Sin embargo, cuando Gensoul comunicó por radio las alternativas británicas al Almirantazgo francés, omitió esta posibilidad. Únicamente indicó la posibilidad de hundir su flota o sufrir el ataque de la escuadra británica. En realidad, tanto el Almirantazgo como los oficiales al mando de la operación estaban convencidos de que los franceses rechazarían el ultimátum y lucharían.

### Rechazo francés y conversaciones
Decidido a no dejarse intimidar por los británicos, Gensoul se había puesto en contacto con sus superiores para solicitar instrucciones al tiempo que ordenaba a sus subordinados prepararse para enfrentarse a la escuadra británica. Alrededor de las diez de la mañana, Gensoul comunicó a los británicos su rechazo del ultimátum y su decisión de resistir si se le atacaba, decisión que compartieron sus tres contraalmirantes. Asimismo, dio orden de preparar los cañones antiaéreos y los de las baterías costeras para el combate. Mientras y a la espera de instrucciones de sus superiores, volvió a reiterar su rechazo de las condiciones que se le habían presentado una hora más tarde, con el objetivo de ganar tiempo. Alrededor de las once de la mañana y tras haber recibido comunicación de que los buques franceses parecían prepararse para zarpar, el Almirantazgo británico ordenó minar la bocana del puerto para impedirlo. Somerville indicó al Foxfound la necesidad de indicar a los franceses que no permitiría que sus barcos abandonasen el puerto, pero Holland recibió este mensaje cerca del mediodía, cuando regresó de tratar con los oficiales franceses.
A mediodía, Somerville anunció a Gensoul que la escuadra francesa anclada en Alejandría había aceptado desarmar sus barcos y mantenerlos en el puerto egipcio bajo supervisión británica. Poco después el Almirantazgo le informó de que el Gobierno había rechazado ofrecer a los franceses la posibilidad de desarmar sus barcos en Mazalquivir, a pesar de que esta alternativa ya la había planteado Holland por iniciativa propia. A pesar de que Gensoul volvió a solicitar instrucciones hora y media más tarde, la respuesta no llegó hasta bien entrada la tarde, a las 17:18. El adjunto de Darlan, autor de la respuesta con el permiso de este, le comunicó en un mensaje sin cifrar que las flotas francesas de Tolón y Argel acudían en su ayuda. Mientras y convencido de que los franceses se hallaban a punto de levar anclas, Somerville ordenó a su escuadra prepararse para atacarlos a las 13:30. Poco después recibió un informe de los aviones de reconocimiento que contradecían esta impresión y, deseando otorgar más tiempo a Holland para negociar, pospuso el ataque hasta las 15:00. También alrededor de las 13:30, hidroaviones británicos minaron la entrada del puerto, lo que complicaba cualquier intento francés de abandonarlo.

### Últimos intentos de acuerdo y fracaso
A las 14:15, tres cuartos de hora antes de que caducase el ultimátum, Gensoul decidió recibir a Holland y a otro representante británico en el Dunkerque. Sommerville recibió el mensaje a las 14:40, poco antes de que se acabase el nuevo plazo que había fijado para atacar a la flota francesa en caso de que no aceptase las condiciones ofrecidas. Dos horas más tarde, los delegados británicos llegaron al barco —el retraso se debió a que el Foxhound se había ido alejando de Mazalquivir durante la mañana, lo que retardó el transbordo de Holland—. Para entonces apenas quedaban cuatro horas de luz y el Almirantazgo había dejado clara su intención de que la operación terminase antes del ocaso. Gensoul mostró entonces las instrucciones secretas de Darlan en las que ordenaba a los mandos marchar a América o hundir sus barcos en caso de que el Eje no permitiese que permaneciesen bajo control francés. Garantizó además que su escuadra marcharía a América en tal situación. Después de una hora y media de duras negociaciones, Gensoul se mostró dispuesto a desarmar sus barcos en Mazalquivir —sugerencia que ya había planteado el Almirantazgo británico pero que había sido rechazada por el Gobierno— y Holland accedió a comunicar esta opción a Somerville. En todo caso, esta oferta se comunicó demasiado tarde a comandante británico.
En efecto, los británicos captaron el mensaje sobre los refuerzos que marchaban para socorrer a Gensoul y Londres ordenó inmediatamente a Somerville que iniciase el ataque. Este, a las 16:46, indicó a sus superiores que aún esperaba el regreso de Holland. A las 17:15, se recibió en el Dunkerque el mensaje urgente de Somerville exigiendo a los franceses que diesen una respuesta final a su comunicado de la mañana pues en caso contrario comenzaría a atacar a las 17:30. A punto de alcanzarse un acuerdo, la orden de Churchill puso fin bruscamente a las conversaciones. Tras ocho horas de tensas negociaciones, Gensoul decidió rechazar las opciones que se le habían planteado, someterse estrictamente a los términos del armisticio con el Eje y advertir a los británicos que estaba dispuesto a defenderse en caso de que estos le atacasen. Al tiempo, aseguró a los británicos, escépticos, que estaba decidido a hundir la flota en caso de que Italia o Alemania infringiesen en acuerdo y tratasen de utilizar los barcos contra Gran Bretaña. Decidido a combatir, Gensoul había preparado en lo posible los barcos para tratar de abandonar sus amarraduras y las baterías y los aviones para la batalla. Holland abandonó finalmente el Dunkerque a las 17:25, once horas después de su llegada a Mazalquivir.

## El desarrollo del ataque

Movimientos de la flota francesa la tarde del 3 de julio.

Pocos minutos antes de las 18:00, el almirante Somerville dio la orden de atacar a la flota francesa. El Hood lanzó la primera descarga a las 17:54. Le siguieron el Valiant y el Resolution.
La marina francesa se encontraba bloqueada en la rada y no tenía posibilidad de disparar sobre la flota británica, que se hallaba protegida por el hecho de que los barcos franceses apuntaban hacia tierra con sus cañones y por el promontorio fortificado que la ocultaba a la vista de estos. En efecto, los barcos franceses se hallaban con la popa hacia el mar y los acorazados más modernos (el Dunkerque y el Strasbourg) tenían todo su armamento en la proa. Como consecuencia de ello, la defensa de los franceses quedaba anulada. Sólo una pequeña posibilidad de maniobra dentro del puerto —complicada ya en circunstancias normales por su estrechez— impidió mayores estragos una vez que se desencadenaron los combates. 
El combate fue rápido y decisivo: cinco descargas de los cañones británicos y la acción de los bombarderos al día siguiente acabaron con gran parte de los buques franceses, inmovilizados en el puerto. A las 17:56, cuando los británicos realizaron las primeras descargas de artillería, Gensoul ordenó a sus naves abandonar el puerto para tratar de responder al ataque, pero a las 18:15 ordenó el alto el fuego. En un cuarto de hora de bombardeo, los británicos habían inutilizado tres de los grandes buques franceses. Con los barcos franceses prácticamente detenidos en sus maniobras por abandonar el puerto, el bombardeo había sido prácticamente una sesión de prácticas de tiro para los artilleros británicos, que en la tercera descarga ya habían hecho blanco en los objetivos.
El acorazado Provence y el crucero de batalla Dunkerque y el destructor Mogador quedaron seriamente dañados. El acorazado Bretagne, tocado por dos proyectiles británicos en los primeros minutos del ataque, se incendió, explotó alcanzado en la santabárbara y se hundió en pocos minutos con gran parte de la tripulación —novecientos siete tripulantes—, sólo unos pocos se salvaron del naufragio. El Dunkerque recibió cuatro impactos alrededor de las 18:00 y, a pesar de los graves desperfectos, continuó disparando sus cañones hasta que perdió la electricidad ocho minutos más tarde. Unos minutos después, tras quedar a la deriva, quedó varado en aguas poco profundas. El Provence, gravemente dañado a las 18:01, quedó varado. La tripulación logró inundar el pañol de municiones para evitar una explosión, pero a costa de impedirle maniobrar. De los seis destructores, solo el Mogador sufrió graves daños en el ataque y tuvo que ser abandonado por la tripulación. Se tuvo que varar tanto el Provence como el Dunkerque, que quedaron abandonados.

La persecución del Strasbourg, uno de los principales objetivos británicos, por la flota de Somerville. El crucero logró zafarse de los barcos británicos porque Somerville había desobedecido las órdenes de sus superiores sobre la dirección en que debía atacar a la flota francesa.

Durante la batalla, el crucero Strasbourg logró maniobrar y, con cinco contratorpederos, salió del puerto tras un breve combate. Para entonces los buques británicos, amenazados por las baterías costeras que apuntaban sus cañones cada vez con mayor exactitud, habían tenido que alejarse de la derrota del crucero francés y de su escolta, lo que le permitió huir. Somerville, al desoír las órdenes de sus superiores sobre la dirección en que debía atacar a la flota francesa —desde el noreste y no desde el noroeste como hizo—, había franqueado involuntariamente el paso al crucero. En su huida hacia el noreste, el Strasbourg amenazó sin percatarse al Ark Royal, que se hallaba en su camino, alejado del grueso de la flota de Somerville protegido por tres cruceros. Los destructores que lo escoltaban —a los que pronto se unieron otros siete llegados desde Orán— lanzaron diversos torpedos para tratar de frenar a los perseguidores. Los intentos británicos de hundir el crucero francés con los bombarderos ligeros del Ark Royal o de darle alcance fracasaron y se abandonó su persecución poco antes del anochecer. Llegado al día siguiente a Tolón, sus escasos daños se repararon rápidamente.
Durante la caza del Strasbourg, los británicos se toparon con el barco de aviso Rigault de Genouilly, al que confundieron con un destructor que trataba de atacar al Hood y que lograron averiar. El submarino Pandora, que lo confundió con un crucero, lo hundió al día siguiente en las aguas de Argel, acción por la que se disculpó el Almirantazgo británico.
Únicamente el portahidroaviones Commandant Teste salió indemne del desastre, a pesar de no haberse movido durante todo el ataque. A las 18:04, los británicos dejaron de disparar, tras haber comprobado que los franceses habían dejado de contraatacar.
Los cañones franceses, tanto los de las baterías costeras como los de la flota, no lograron acertar a ninguno de los buques británicos.
Tras sopesar la posibilidad de lanzar un nuevo ataque al día siguiente, la mala visibilidad debida a la niebla frustró este plan e hizo que Somerville se decidiese finalmente a regresar con su escuadra a Gibraltar, a donde llegó esa misma tarde.
Ante la imposibilidad de Somerville para garantizar que el Dunkerque estuviese tan averiado como para no poder ser reparado en un año, Churchill ordenó un segundo ataque para el 6 de julio. El 6 de julio, los aviones torpederos del portaaviones Ark Royal regresaron para concluir la operación; bombardearon el Dunkerque —gravemente dañado en el ataque anterior— y volaron el patrullero Terre-Neuve, que se encontraba cerca. La explosión de las cargas de profundidad que llevaba este produjo los mayores daños al Dunkerque.

## Balance

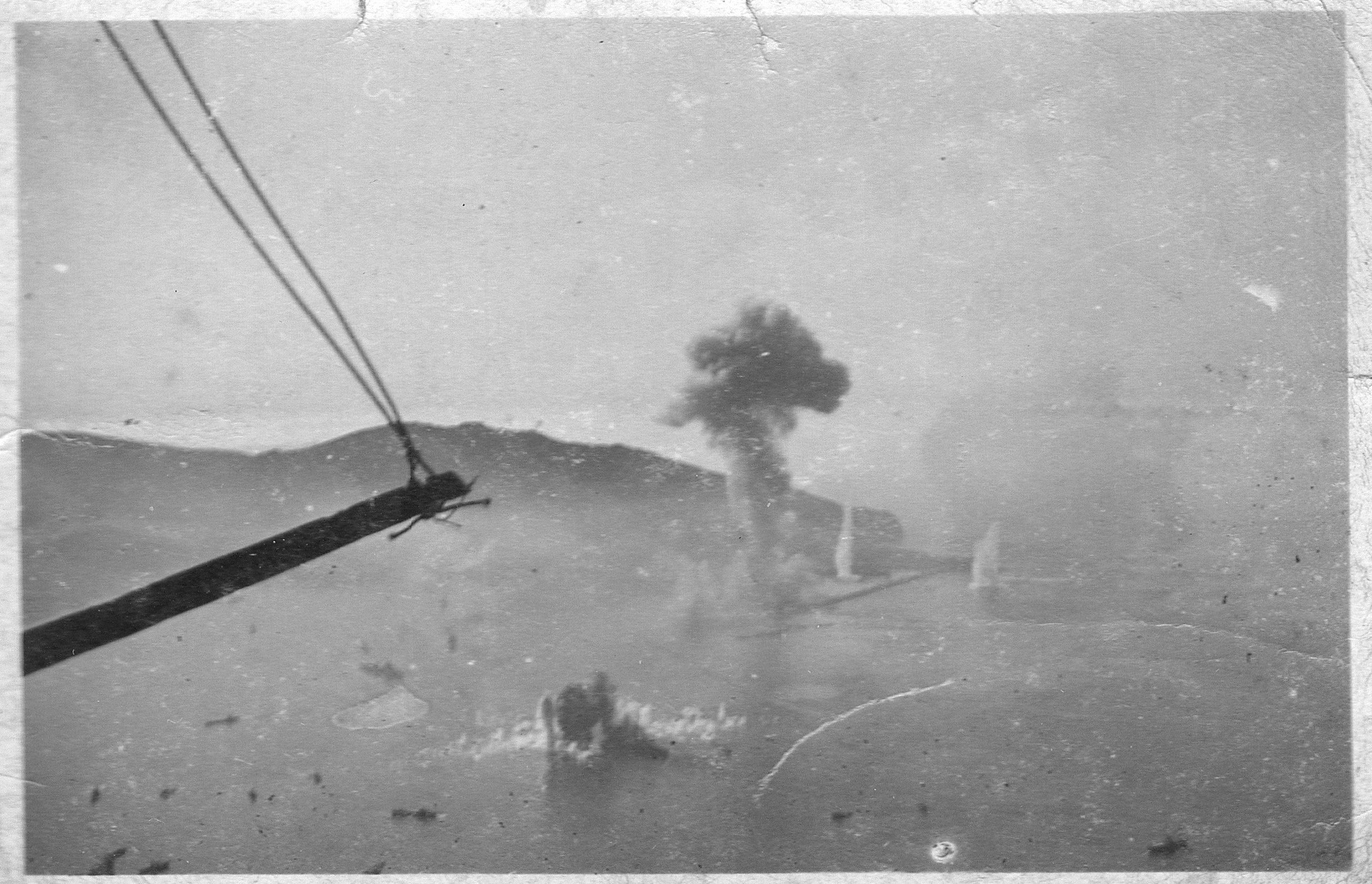
Fotografía francesa del bombardeo.

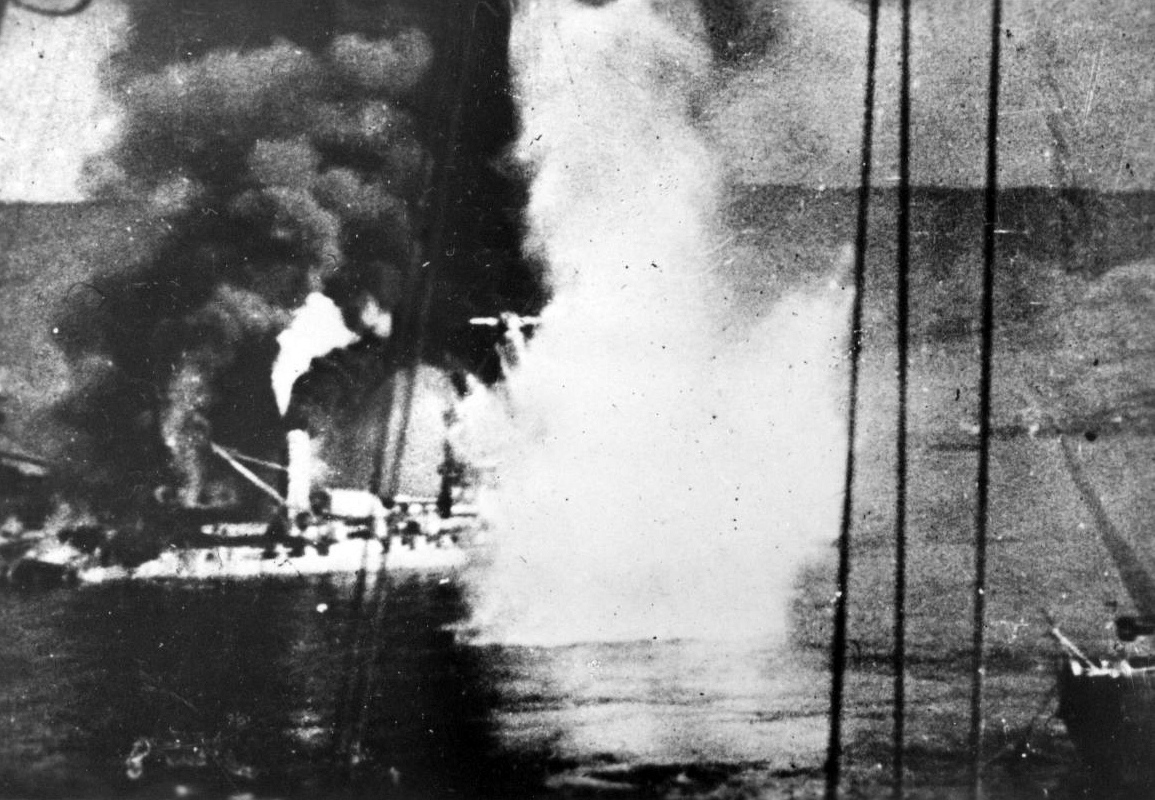
El ' ardiendo, todavía bajo bombardeo

El combate causó cerca de mil trescientos muertos, entre los franceses; los heridos fueron trasladados a los hospitales de Orán. En total, entre los dos ataques de los días 3 y 6, los franceses sufrieron 1285 muertos y 351 heridos. Fue la batalla naval con más bajas francesas de toda la contienda.
La mayor parte de la flota presente en Mazalquivir quedó inutilizada y se eliminó así la posible amenaza que suponía para los intereses británicos. El balance de muertos franceses explica en parte los motivos por los que las tropas francesas se opusieron tan tenazmente al desembarco del ejército aliado en Marruecos y Argelia en noviembre de 1942.
| Unidades navales             | Oficiales | Suboficiales | Marinería | Totales |
| ---------------------------- | --------- | ------------ | --------- | ------- |
| Bretagne (pérdida total)     | 36        | 151          | 825       | 1012    |
| Dunkerque (pérdida temporal) | 9         | 32           | 169       | 210     |
| Provence                     | 1         | 2            |           | 3       |
| Strasbourg (daños menores)   |           | 2            | 3         | 5       |
| Mogador                      |           | 3            | 35        | 38      |
| Rigault de Genouilly         |           | 3            | 9         | 12      |
| Terre Neuve (pérdida total)  | 1         | 1            | 6         | 8       |
| Armen                        |           | 3            | 3         | 6       |
| Esterel                      | 1         | 5            |           | 6       |
| Totales                      | 48        | 202          | 1050      | 1300    |

Los británicos, por su parte, perdieron cinco aviones y dos pilotos. El ataque supuso un claro mensaje británico a sus enemigos: Gran Bretaña estaba resuelta a continuar la lucha. Historiadores como Douglas Porch sostienen que la batalla fue la demostración a estados neutrales como Grecia, Turquía o Estados Unidos de la firmeza de la voluntad británica de continuar la guerra.
En Francia, esta operación reforzó a los elementos más anglófobos del Gobierno. A pesar de que no llevó a la guerra y que finalmente se rechazaron las represalias del indignado Darlan, sí que condujo a la ruptura de relaciones diplomáticas y a la aplicación de algunas medidas hostiles —situación en todo caso ya existente de hecho desde el 22 de junio, que el gabinete aprobó el 4 de julio y comunicó oficialmente a los británicos el 8—.
Tanto más cuanto que el general De Gaulle justificó la Operación Catapulta al declarar el 8 de julio:

…en virtud de un compromiso deshonroso, el Gobierno de Burdeos había consentido librar los buques a la discreción del enemigo. No hay la menor duda de que, en principio y por necesidad, el enemigo los habría empleado sea contra Inglaterra, sea contra nuestro propio Imperio. Bien, lo diré sin rodeos, vale más que hayan sido destruidos.

El ataque y la declaración de De Gaulle concordaban perfectamente con el llamamiento que este había hecho a los franceses el 18 de junio en el sentido de proseguir la lucha contra Alemania hasta la victoria final.
El ataque produjo una honda impresión en Francia, aún sumida en la confusión de la reciente derrota. El Gobierno de Pétain rompió las relaciones diplomáticas con Gran Bretaña y sopesó incluso declararle la guerra y ceder algunas bases navales y aéreas al Eje. Pétain, sin embargo, se opuso a Darlan y Laval, que deseaban declarar la guerra, e impuso su posición moderada. Pocos días después (el 10 de julio) y en parte como consecuencia de la vulnerabilidad francesa evidenciada en el ataque, la Asamblea Nacional abolió la tercera república y otorgó plenos poderes ejecutivos al mariscal para crear un nuevo Estado con una nueva Constitución. La agresión británica reforzó asimismo la inclinación de la mayoría del cuerpo de oficiales de la Armada —ya de por sí conservador— a servir al nuevo Gobierno de Vichy.
Por su parte, la decisión francesa de defender sus buques en la batalla convenció a Alemania e Italia de no desmantelar completamente la Armada gala.
Nueve minutos de la batalla quedaron registrados por miembros del servicio cinematográfico de la Marina francesa y se convirtieron en el primer documental del nuevo «Estado francés» presidido por Pétain. Las autoridades francesas se lo cedieron a las alemanas a cambio del permiso para fundar un servicio de noticias francés y estas lo utilizaron en su propaganda.

## Análisis

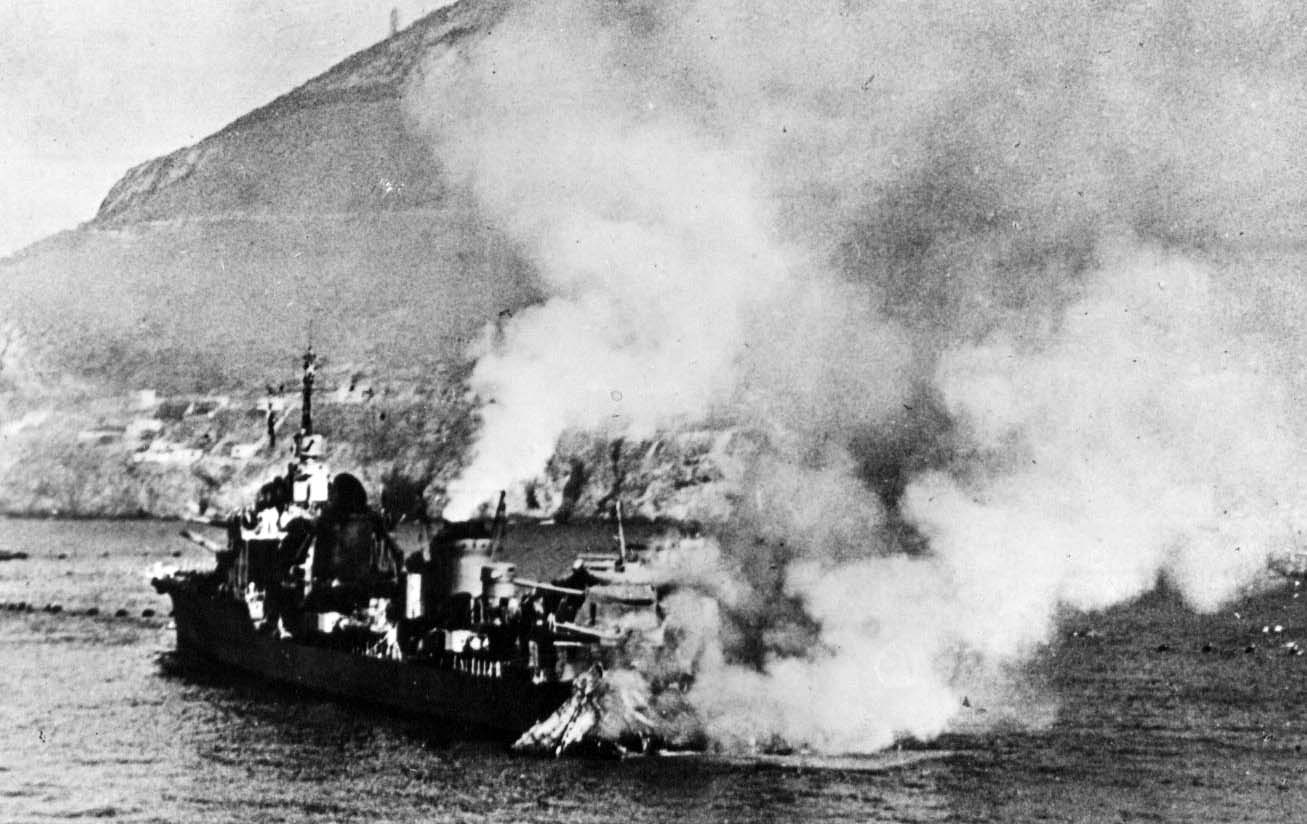
El destructor francés Mogador encalla tras ser alcanzado por un proyectil de 15 pulgadas

Winston Churchill escribió: «Esta fue la decisión más odiosa, la más antinatural y dolorosa que jamás haya tomado». Las relaciones entre Gran Bretaña y Francia estuvieron muy tensas durante un tiempo, y los alemanes disfrutaron de un golpe de propaganda. Somerville afirmó que fue «el mayor error político de los tiempos modernos y que pondrá al mundo entero en nuestra contra  ... todos nos sentimos profundamente avergonzados». El ataque reavivó la anglofobia en Francia, demostró la determinación británica de continuar la guerra y unió al Partido Conservador británico en torno a Churchill (Neville Chamberlain, predecesor de Churchill como primer ministro, seguía siendo el líder del partido). La acción británica demostró al mundo que la derrota en Francia no había mermado la determinación del gobierno de seguir luchando, y los embajadores en los países mediterráneos informaron de reacciones favorables.
Los barcos franceses en Alejandría, bajo el mando del almirante René-Émile Godfroy, incluyendo el antiguo acorazado Lorraine y cuatro cruceros, fueron bloqueados por los británicos el 3 de julio y ofrecieron las mismas condiciones que en Mers-el-Kébir. Tras delicadas negociaciones, dirigidas por los británicos por el almirante Andrew Cunningham, Godfroy accedió el 7 de julio a desarmar su flota y permanecer en puerto hasta el final de la guerra. Algunos marineros se unieron a la Francia Libre, mientras que otros fueron repatriados a Francia; los barcos en Alejandría pasaron a ser utilizados por la Francia Libre después de mayo de 1943. Los ataques británicos a buques franceses en el puerto aumentaron la tensión entre Churchill y Charles de Gaulle, quien fue reconocido por los británicos como líder de las Fuerzas de la Francia Libre el 28 de junio de 1940.
Eric Seal, el principal secretario privado de Churchill, escribió: «[Churchill] estaba convencido de que los estadounidenses estaban impresionados por la crueldad con la que se trataba a un enemigo despiadado; y para él, la reacción estadounidense a nuestro ataque a la flota francesa en Orán era de suma importancia». El 4 de julio, Roosevelt le dijo al embajador francés que él habría hecho lo mismo. Jean Lacouture, en una biografía de De Gaulle, atribuyó la tragedia principalmente a la falta de comunicación; si Darlan hubiera estado en contacto ese día o si Somerville hubiera tenido un carácter más diplomático, se podría haber llegado a un acuerdo. Lacouture aceptó que existía el peligro de que los barcos franceses fueran capturados por tropas alemanas o, más probablemente, italianas, dada la facilidad con la que los británicos capturaron barcos franceses en puertos británicos o los alemanes capturaron barcos franceses en Bizerta, Túnez, en noviembre de 1942.
En 2004, David Brown escribió que la opinión pública extranjera era generalmente favorable a la Operación Catapulta y que la demostración de determinación británica había sido un éxito. En 2010, Colin Smith escribió que el ataque fue el primer gran triunfo del mandato de Churchill y que había sido recibido favorablemente por los gobiernos de Estados Unidos, Turquía, Grecia y Brasil, con la condena de España y Suiza. El conde Galeazzo Ciano, ministro de Asuntos Exteriores italiano, anotó en su diario que la Marina Real Británica mantenía la «crueldad de los capitanes y piratas del siglo XVI».
En 2015, George Melton presentó una opinión discrepante y argumentó que gran parte de la historiografía del ataque representaba una perspectiva churchilliana que ignoraba que el ataque británico a Mers el-Kébir había sido un fracaso táctico. Melton escribió que el ataque fue innecesario, ya que la Armada francesa se había comprometido y planeado hundir sus barcos por honor antes que verlos caer en manos alemanas o italianas. Los resultados del ataque fueron contrarios a los que pretendían los británicos, ya que hundió o inutilizó una pequeña parte de la flota francesa, en lugar de asegurar su neutralización; esto provocó que los barcos franceses, dispersos en bases remotas del norte de África francés, donde estaban fuera del alcance del Eje, se concentraran en Tolón, donde formaron una poderosa fuerza de ataque y corrían un peligro mucho mayor de ser capturados por las fuerzas del Eje. El ataque unió a la Armada francesa y al pueblo francés en la hostilidad hacia los británicos.
Los británicos perdieron el acceso al Imperio francés y a otros líderes franceses, salvo Charles de Gaulle, y un conflicto anglo-francés no declarado durante los meses siguientes empeoró la situación estratégica británica. Melton calificó de "mito" que el ataque hubiera demostrado la determinación británica hacia Estados Unidos, algo que los responsables británicos no discutieron antes del ataque y que, según él, podría haberse logrado de forma más convincente mediante un ataque a la flota italiana o un gran bombardeo contra Alemania. Melton sugirió que la ira de Churchill hacia Francia por su capitulación ante el Eje y su "obsesión" por apoderarse o hundir los cuatro acorazados franceses modernos (Jean Bart, Richelieu, Dunkerque y 'Estrasbourg) fueron en gran medida responsables del ataque
En una revista oficial de Navy News de 1990, se describió un ataque a Mers-el-Kébir como «uno de los actos más repugnantes que la Marina Real haya tenido que realizar jamás».